# Sagard
Sagard è un comune situato sull'isola di Rügen nel Meclemburgo-Pomerania Anteriore, in Germania.
Appartiene al circondario (Landkreis) della Pomerania Anteriore-Rügen ed è parte della comunità amministrativa (Amt) di Mönchgut-Granitz.